# Косвиг (Саксонија)
Косвиг (њем. Coswig) град је у њемачкој савезној држави Саксонија. Једно је од 34 општинска средишта округа Мајсен. Према процјени из 2010. у граду је живјело 21.853 становника. Посједује регионалну шифру (AGS) 14627010.

## Географски и демографски подаци
Косвиг се налази у савезној држави Саксонија у округу Мајсен. Град се налази на надморској висини од 118 метара. Површина општине износи 25,8 km². У самом граду је, према процјени из 2010. године, живјело 21.853 становника. Просјечна густина становништва износи 845 становника/km².

## Међународна сарадња
| Мјесто   | Држава | Врста сарадње | Од    |
| -------- | ------ | ------------- | ----- |
| Ловосице | Чешка  | партнерство   | 2000. |
| Извор    |        |               |       |